# Länsväg U 800
Länsväg 800 eller egentligen Länsväg U 800 är en övrig länsväg i Sala kommun i Västmanlands län som går mellan Cirkulationsplats Evelund (Riksväg 56/70) och Riksväg 70 väster om Broddbo. Vägen är 15 kilometer lång, asfalterad och passerar bland annat genom tätorten Sala och småorten Broddbo.
Hastighetsgränsen är i huvudsak 70 kilometer per timme förutom sträckan längs Dalhemsleden i tätorten Sala där den är 60. Närmast kring Cirkulationsplats Ringgatan samt en kortare sträcka vid Sommarhagen/Olof-Jons damm är den 50.
Inom Sala tätort heter vägen Västeråsleden respektive Dalhemsleden. Den har tidigare, innan anläggandet av förbifarten utanför Sala, utgjort del av riksväg 56 respektive riksväg 70.
Vägen ansluter till:
- Riksväg 56 (vid Evelund)
- Riksväg 70 (vid Evelund)
- Länsväg U 801 (vid Sala)
- Länsväg U 835 (vid Sala)
- Länsväg U 769 (vid Broddbo)
- Länsväg U 830 (vid Broddbo)
- Riksväg 70 (vid Broddbo)